# Stethoperma batesi
Stethoperma batesi là một loài bọ cánh cứng trong họ Cerambycidae.